# Eleição municipal de Feira de Santana em 2004
A eleição municipal da cidade brasileira de Feira de Santana ocorreu em 3 de outubro de 2004 para eleger um prefeito, um vice-prefeito e 20 vereadores que seriam responsáveis pela administração da cidade baiana no mandato a se iniciar em 1° de janeiro de 2005 e com término em 31 de dezembro de 2008. O prefeito titular era José Ronaldo, do PFL, que poderia concorrer à reeleição por não estar em seu segundo mandato consecutivo.
No primeiro turno, realizado em 3 de outubro, José Ronaldo, candidato pelo PFL, foi eleito com 170.162 votos (68,49 dos votos válidos) contra 47.721 votos (19,21) de Colbert Martins, candidato pelo PPS. Para a Câmara Municipal, Luciano Paim, do PSC, foi o vereador mais votado da cidade com 6.128 votos (2,39 dos votos válidos).

## Candidatos
| Nº | Prefeito(a)  | Prefeito(a)     | Prefeito(a) | Prefeito(a)                              | Vice-prefeito(a) | Vice-prefeito(a) | Vice-prefeito(a)             | Vice-prefeito(a) | Vice-prefeito(a)  | Coligação Partido(s)                                                                                              |
| Nº | Candidato(a) | Candidato(a)    | Partido     | Cargos relevantes                        | Candidato(a)     | Candidato(a)     | Candidato(a)                 | Partido          | Cargos relevantes | Coligação Partido(s)                                                                                              |
| -- | ------------ | --------------- | ----------- | ---------------------------------------- | ---------------- | ---------------- | ---------------------------- | ---------------- | ----------------- | --- |
| 13 |              | Zé Neto         | PT          | Deputado Estadual pela Bahia             |                  |                  | Da Paz                       | PT               |                   | Feira de Todos PT, PV, PCdoB                                                                                      |
| 23 |              | Colbert Martins | PPS         | Deputado Federal pela Bahia              |                  |                  | Walmir Mota                  | PPS              |                   | A Hora da Verdade PMDB, PPS, PSB                                                                                  |
| 25 |              | José Ronaldo    | PFL         | Prefeito de Feira de Santana (2001-2004) |                  |                  | Antônio Carlos Borges Junior | PFL              |                   | Quem Ama Feira Vota PFL, PP, PDT, PTB, PSL, PTN, PSC, PL, PAN, PSDC, PRTB, PHS, PMN, PTC, PRP, PSDB, PRONA, PTdoB |

## Resultado
| Candidato a prefeito     | Candidato a prefeito     | Candidato a vice-prefeito   | 1° turno 3 de outubro | 1° turno 3 de outubro |
| Candidato a prefeito     | Candidato a prefeito     | Candidato a vice-prefeito   | Votação               | Votação               |
| Candidato a prefeito     | Candidato a prefeito     | Candidato a vice-prefeito   | Total                 | Percentagem           |
| ------------------------ | ------------------------ | --------------------------- | --------------------- | --------------------- |
|                          | José Ronaldo (PFL)       | Antônio Carlos Borges (PFL) | 170.162               | 68,49%                |
|                          | Colbert Martins (PPS)    | Walmir Mota (PPS)           | 47.721                | 19,21%                |
|                          | Zé Neto (PT)             | Da Paz (PT)                 | 30.576                | 12,31%                |
| → Total de votos válidos | → Total de votos válidos | → Total de votos válidos    | 248.459               | 92,24%                |
| → Votos em branco        | → Votos em branco        | → Votos em branco           | 4.635                 | 1,72%                 |
| → Votos nulos            | → Votos nulos            | → Votos nulos               | 16.257                | 6,04%                 |
| Total                    | Total                    | Total                       | 269.351               | 92,80%                |
| Abstenções               | Abstenções               | Abstenções                  | 20.892                | 7,20%                 |
| Total de inscritos       | Total de inscritos       | Total de inscritos          | 290.243               | 100%                  |